# Cézium-titanát
A cézium-titanát szervetlen vegyület, képlete Cs2TiO3. A szervetlen titanátok többségéhez hasonlóan polimer szerkezettel rendelkezik, ez  Cs−O és Ti−O kötésekből épül fel.

## Fordítás
Ez a szócikk részben vagy egészben  a   Caesium titanate című angol Wikipédia-szócikk ezen változatának fordításán alapul.  Az eredeti cikk szerkesztőit annak laptörténete sorolja fel. Ez a jelzés csupán a megfogalmazás eredetét és a szerzői jogokat jelzi, nem szolgál a cikkben szereplő információk forrásmegjelöléseként.